# جوثام فاسوديف مينون
غوثام فاسوديف مينون (من مواليد 25 فبراير 1973) وهو مخرج سينمائي هندي وكاتب سيناريو ومنتج وممثل يعمل في الغالب في صناعة السينما التاميلية .  و لقد قام أيضًا بإخراج أفلام التيلجو والهندية التي تم تصويرها وتم إعادة إنتاجها في نفس الوقت
ولد جوثام في 25 فبراير 1973 في أوتابالام ، وهي بلدة في منطقة بالاكاد في ولاية كيرالا . و لقد كان والده من المالايالي وكانت والدته من التاميل . وعلى الرغم من ولادته في ولاية كيرالا، نشأ في آنا النجار ، تشيناي .  